# Jacob Lieven van Caneghem

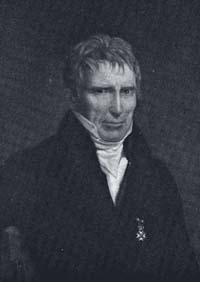
J.L. van Caneghem.

Jacob Lieven van Caneghem (Ledeberg, 30 januari 1764 - Gent, 29 juni 1847), ook soms Van Caeneghem geschreven, was een Belgische industrieel die zijn fortuin maakte in de Gentse katoennijverheid.

## Gentse notabele
Van Caneghem was de kleinzoon van Jacques van Caeneghem (Gavere 1684-1754) die griffier van Gavere was. Hij was de zoon van Melchior van Caneghem (°Gavere 1738) die in 1761 in Gent trouwde en er zich waarschijnlijk kwam vestigen.
Van Caneghem werkte zich in Gent, waar hij in de Drapstraat woonde, op tot een van de belangrijkste industriëlen in de textielsector. Zijn industriële activiteiten ontwikkelde hij in een vennootschap, samen met zijn schoonbroer Guillaume Verspeyen (1755-1843). Deze Verspeyen was getrouwd met zijn naamgenote Catherine Verspeyen (1772-1838), zus van Maria Verspeyen, echtgenote Van Caneghem.
Hij collaboreerde onder het Franse Bewind en werd onder meer een belangrijke opkoper van 'zwart goed'. Hij werd bijgevoegd rechter in de rechtbank van koophandel in Gent en was lid van de Conseil de Commerce et d'Agriculture, die werd voorgezeten door de prefect.
Hij was ook lid van de Algemene Raad van de prefectuur van het Leiedepartement (1800-1807).
Onder het Verenigd Koninkrijk der Nederlanden werd hij, bewust van de voordelen die de industrie onder het bestuur van Willem I genoot, een overtuigd orangist. Hij werd onder meer lid van de gedeputeerde staten voor de Nederlandse provincie Oost-Vlaanderen (1816-1830) en lid van de provincieraad (1836). Na de Belgische onafhankelijkheid van 1830 werd hij waarnemend gouverneur van de Belgische provincie Oost-Vlaanderen (1 oktober 1830).  Toch bleef hij een oranjeaanhanger, zoals bleek na zijn overlijden, toen op zijn grafsteen verwijzingen naar die tijd werden gebeiteld (lid van de Gedeputeerde Staten van Oost-Vlaanderen en Ridder in de Orde van de Nederlandse Leeuw), maar niet naar het Belgisch koninkrijk. In 1830 ondertekende hij de petitie die steun gaf aan de kandidatuur van de prins van Oranje om koning van België te worden en in 1834 was hij een van de anonieme aankopers van de paarden van de prins die openbaar werden verkocht;
Het belette nochtans niet dat hij in 1845 een flinke bijdrage leverde voor de oprichting van een standbeeld van Jacob van Artevelde, ook al gebeurde dit eerbetoon in het kader van een campagne voor het eren van 'Belgische' nationale helden.

## Domein in Bellem bij Aalter

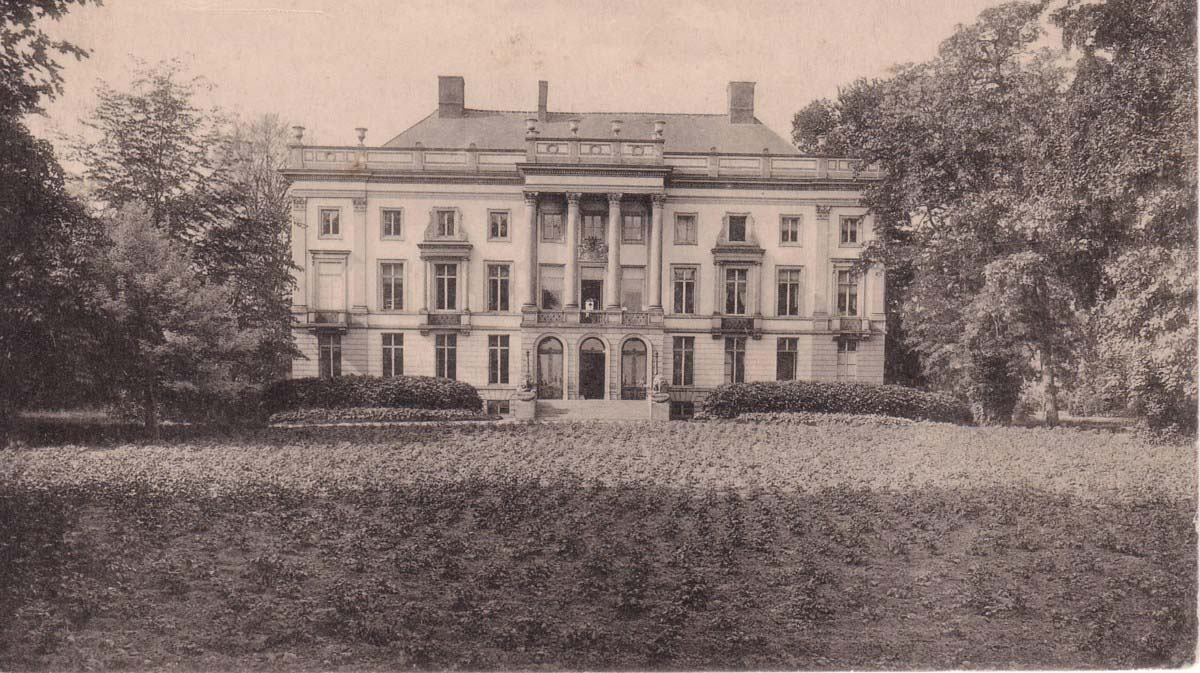
Het kasteel van Bellem werd aangekocht door van Caneghem. Een afbeelding na de verbouwingen van 1855-1860 in de neoclassicistische stijl.

In 1808 kocht hij het kasteel van Bellem, thans gelegen langs de Mariahovelaan, dat door hem en zijn nakomelingen grondig werd verbouwd. De vorige eigenaars behoorden tot de Franse hertogelijke familie de Montmorency. De Kraenepoel, een grote vijver in Aalter die eveneens zijn eigendom was, liet hij vergroten, verdiepen en bedijken. De vijver is beschermd landschap. Het kasteel werd in 2001 als monument beschermd.
Het kasteel werd rond 1850 door de erfgenamen Frederic de Kerchove en Elise de Naeyer aan de moderne woonbehoeften aangepast. De laatste eigenaar De Kerchove d'Exaerde verkocht het domein in 1963 aan de VZW Federatie van de zustercongregaties van het bisdom Gent. Sedert 1965 is het een retraitehuis voor religieuzen en een bezinnings- en ontmoetingscentrum voor iedereen, onder de naam Mariahove.

## Domein Wildenburg in Wingene
In 1816 kocht van Caneghem het uitgestrekte domein Wildenburg, met het kasteel Blauwhuis. Door verdere aankopen bracht hij ongeveer 750 ha bijeen. Dit domein werd geërfd door zijn dochter Jeanne Van Caneghem (Gent, 1789 - 1861) die trouwde met bankier Eugène Joseph de Naeyer (°1786 - Parijs, 1842). Het domein ging over op hun dochter Georgina de Naeyer (1815-1873) die trouwde met Frederic van der Bruggen (1804-1872), van wie de zoon Maurice Van der Bruggen, jongste van de zeven kinderen, de eigendom erfde. Maurice van der Bruggen trouwde in 1877 met burggravin Clotilde de Nieulant de Pottelsberghe (1855-1924). Het huwelijk bleef kinderloos.

## Mecenas

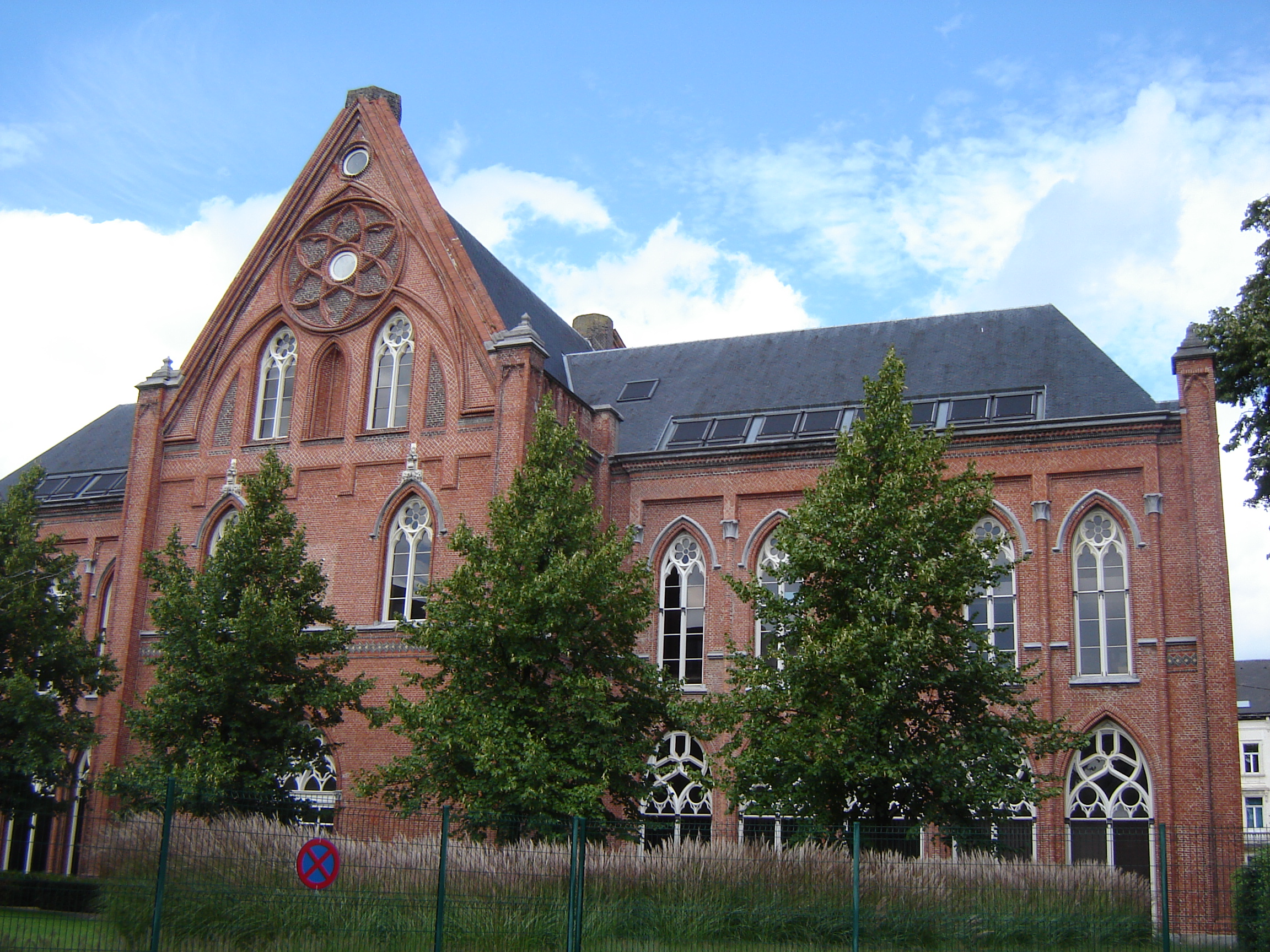
Het van Caneghemgesticht aan de Coupure in Gent.

In Bellem werd in 1863, met een legaat van Jacob Lieven van Caneghem, het Hospice van Caneghem opgericht. Het was een klein verzorgingstehuis voor een achttal personen. Vanaf 1958 werd dit gebouw gebruikt als (laatste) gemeentehuis van Bellem.
In Gent werd met een legaat van hem het Hospice van Caneghem opgericht in 1847 - ook bekend als het Blindengesticht - aan de Coupure in Gent. Het instituut werd bestuurd door de Broeders van Liefde en de blinden verbleven er tot ze in 1913  werden overgebracht naar het Lousbergsgesticht. Vanaf dan deed het hospice dienst als ziekenhuis voor chronische en ongeneeslijke zieken. Na de Tweede Wereldoorlog werd het verlaten en onderverdeeld in flats.
De stad eerde hem met een Jacob van Caeneghemstraat.

## Gezin

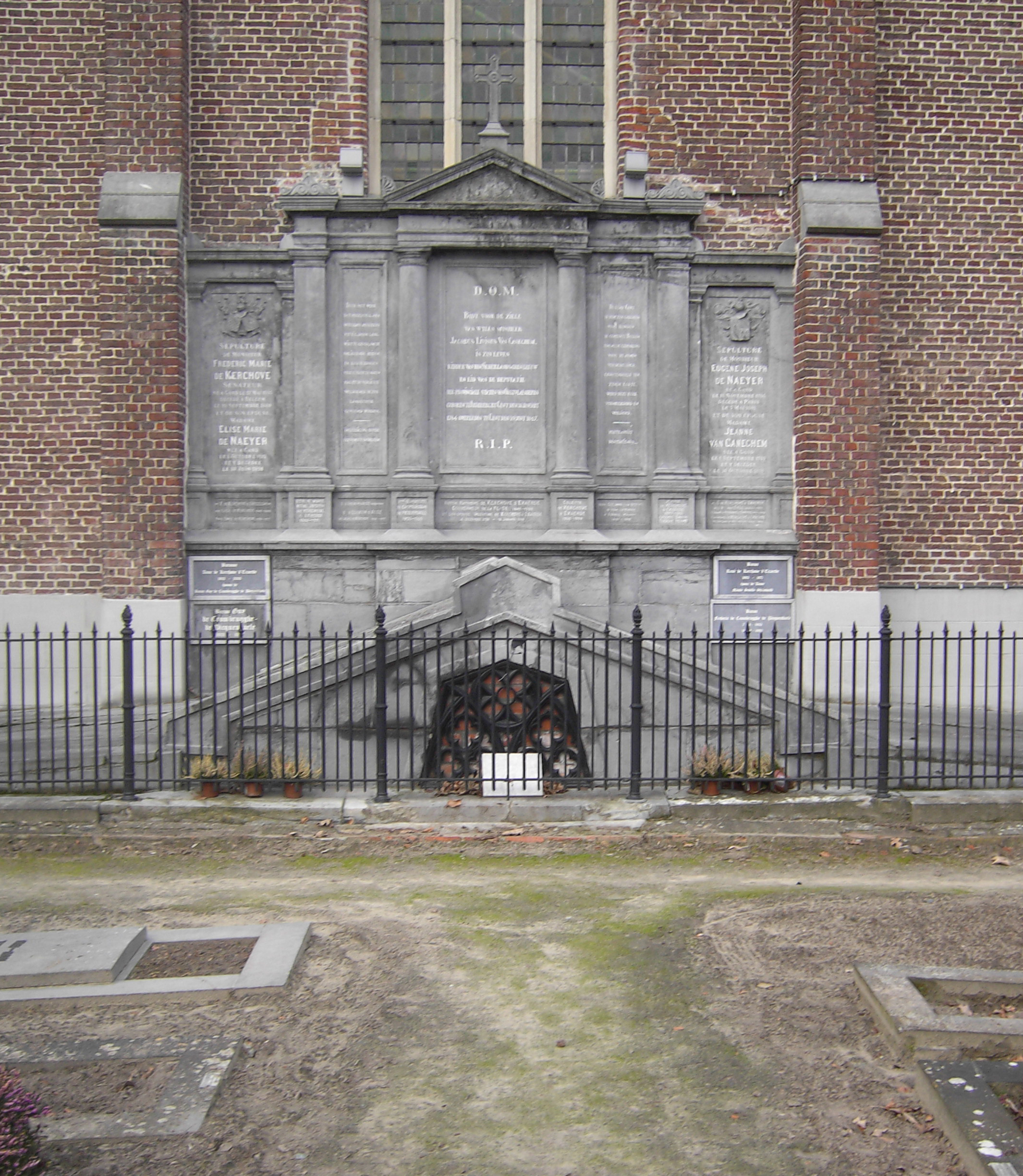
Het grafmonument van de familie van Caneghem en de Kerchove in Bellem.

Jacob Lieven van Caneghem trouwde met Marie Françoise Verspeyen op 17 september 1789, drie weken na de geboorte van hun enige dochter. Zij was amper zeventien en was de dochter van Joseph Verspeyen (1733-1814) uit een oude Gentse familie. Haar moeder, Marie Artois (°Leuven 1741), was de dochter van Adrien Artois en de kleindochter van Sebastien Artois, de stamvader van de Leuvense brouwersfamilie met die naam.
Hun enige dochter, Jeanne (Gent 31 augustus 1789 - 26 november 1867), was met de erfenis die haar te wachten stond, een fel begeerde partij en ze kreeg toegang tot de Gentse leidende kringen. Zij huwde met Eugène Joseph de Naeyer (1786-1842), met wie zij drie dochters had: Elise (°1812), Georgine '°1815) en Zoë (°1818).
Het echtpaar ligt begraven op het kerkhof van Bellem, in een monumentaal graf aan de zuidzijde van de Onze-Lieve-Vrouw-Geboortekerk.

## Genealogie
Jacob Lieven van Caneghem is o.a. een verre voorvader van prinses Elisabeth van België.
- Jacques van Caneghem (griffier in Gavere) (ca. 1684-1754) x 1723 Livine Joanna van der Schueren (1693-1759)
  - Melchior van Caneghem (°1738) × 1761 Joanna Maria Herman
    - Jacob Lieven van Caneghem × Maria Verspeyen
      - Jeanne van Caneghem (1789-1861) × Eugène Joseph De Naeyer (1786-1842)
        - Elise Marie de Naeyer (1812-1898) × Fréderic Marie de Kerchove (1805-1880)
          - Alice Marie de Kerchove (1838-1877) × Jacques Albert d'Udekem d'Acoz (1828-1900)
            - Maximilien d'Udekem d'Acoz (1861-1921) × Angélique Marie Joséphine Delphine Ghislaine van Eyll (1863-1935).
              - Charles Joseph d'Udekem d'Acoz (1885-1968) × 1933 Suzanne van Outryve d'Ydewalle (1898-1983).
                - Patrick d'Udekem d'Acoz (1936-2008) × Anne Marie Komorowska
                  - Koningin Mathilde ×  koning Filip van België.
                    - Prinses Elisabeth van België, de eerste troonopvolger in België

          - Lucie de Kerchove (1842-1880) x 1866 Edgard de Kerchove d' Ousselghem (1846-1926)

        - Georgine de Naeyer (1815-1876) x 1840 Frederic Van der Bruggen (1804-1872)
        - Zoë de Naeyer (1818-1894) x 1841 Henry 't Kint de Roodenbeke (1817-1900)